# Jung Ryeo-won
Jung Ryeo-won (en hangul, 정려원; Seúl, 21 de enero de 1981) es una actriz y cantante surcoreana-australiana. Fue miembro del grupo femenino surcoreano Chakra.  

## Biografía
La segunda de tres hijos, Jung Ryeo-won nació en Seúl, Corea del Sur, pero emigró a Brisbane, Australia en 1992 junto a su familia. Habla con fluidez el Inglés. Se graduó de la MacGregor State High School e ingresó a la Universidad de Griffith para estudiar la carrera de Negocios Internacionales.

## Carrera

### Predebut
En 1999, cuando se encontraba de vacaciones, fue descubierta en las calles de Apgujeong por un agente, cambiando así su vida. 

### 2000-2004: Debut como cantante
Ella en el 2000, debutó como miembro y bailarina principal del grupo femenino Chakra. Aunque lograron gran éxito y popularidad en Corea, el ingreso de los miembros, incluida Jung, fue prácticamente mínimo. El grupo obtuvo éxitos como "Eat to Come", "Hey U", su hit # 1 "End", y otros como "Oh My Boy", "Come Back" y "From Me To You". Durante su tiempo en Chakra, decía que a veces se sentía alienada por sus compatriotas coreanas, y se sentía incómoda con la ropa sexy que ella utilizaba cuando era cantante. Por otra parte el grupo se disolvió oficialmente en 2006, debido a dificultades financieras. Por su parte, ella abandonó el grupo en 2004, para perseguir una carrera como actriz y dejar atrás sus años como cantante.
En 2004, acudió a 11 audiciones sin éxito comenzando a dudar si su decisión de convertirse en una actriz era la correcta. Pero en el 2005 ella se ganó el reconocimiento de los seguidores de culto por el sitcom sobre vampiros Hello Franceska, y luego inició en la comedia romántica con Mi Adorable Sam Soon. El drama fue un éxito total con audiencia promedio de más del 37%, y 50,5% en los episodios finales. Jung fue elogiada por la interpretación de su personaje frágil pero de buen carácter que lucha por el amor, y con el tiempo se convirtió en una de las pocas actrices exitosas del país.
Continuo con los dramas con Autumn Shower que recibió baja audiencia, pero ella se recuperó con Which Star Are You From?, en la que interpretó a una campesina que vivía en las montañas de la pronvincia de Gangwon. Ella realizó su primera película teniendo el papel de una chica con Trastorno de identidad disociativo en 2007 con Two Faces of My Girlfriend, y aunque no fue un éxito de taquilla, ganó el premio a la Mejor Nueva Actriz en los Blue Dragon Film Awards.
Obtuvo el papel protagónico en el 2009 con Princess Jamyung, Jung protagonizó su primer Drama de época. Ella realizó el papel de una  hikikomori en Castaway on the Moon, posiblemente esta es su película más notable hasta el momento.

### 2011 - presente
En el año 2011 tuvo dos proyectos en la pantalla grande que tenían elementos de romance. Interpretó a una maestra en un pequeño pueblo surcoreano que conoce a un oficial norcoreano en la guerra con la comedia romántica In Love and War, y en el melodrama de Kwak Kyung-taek Pained, actuó de una mujer con hemofilia que se enamora de un hombre que usaba la analgesia, para no sentír dolor físico en absoluto.
Jung comenzó el 2012 protagonizando el rol de una heroína extravangante en el drama History of a Salaryman. Interpretando uno de los personajes femeninos más inusuales de la historia del Drama coreano, ofreció una interpretación divertida y sin limitaciones de una pelirroja que constantemente dice groserías, egoísta e imprudente, pero introdujo en su corazón la pura emoción en un personaje que podía de lo contrario, ser muy desagradable.
En enero de 2013, Jung dio a conocer su página web oficial (aboutyoana.com), a través de la cual espera conectarse con sus fanes. Los mensajes de la actriz se encuentran en la sección "From rw". Ella sé reunió luego con la coestrella de Pained Kwon Sang-woo en el Drama médico Medical Top Team,  interpretando a un cirujana torácica carismática y ambiciosa.
Jung realizó el siguiente rol de una impaciente y descuidada productora de radio en la serie de cable Bubble Gum en 2015; ella junto a la coestrella Lee Dong Wook aparecieron previamente juntos en la sitcom Do the Right Thing en el 2003.
El 16 de diciembre de 2019 se unió al elenco principal de la serie Diary of a Prosecutor (también conocida como "Prosecutor Civil War") donde dio vida a la fiscal de élite Cha Myung-joo, quien estaba subiendo al éxito en la Oficina del Fiscal del Distrito Central antes de ser enviada a una sucursal, hasta el final de la serie el 11 de febrero de 2020.
En diciembre de 2021 se anunció que se había unido al elenco principal de la serie Let’s Start the Defense donde interpretará a No Chak-hee, una trabajadora abogada que alguna vez tuvo la tasa de victorias más alta, pero que ha sido degradada a abogado defensor público luego de que su licencia fuera casi fue suspendida después de que se enredó en un caso.

## Otras actividades
Ella publicó Ryeowon's Sketchbook en 2007, que contenía sus dibujos y escritos sobre su fe cristiana. Aunque no ha recibido educación en bellas artes, a Jung le gusta expresarse a través de los dibujo en su tiempo libre. Dos de sus piezas de obras de arte fueron vendidas en una subasta de caridad en 2012.
En marzo de 2014, Jung fue presentadora de Art Star Korea en el canal de cable StoryOn, fue un programa de audición/reality show con artistas contemporáneos. También participó en el programa llamado '살아 보니 어때'.

## Filmografía

### Series de televisión
| Año     | Título                                    | Rol                                    | Canal | Ref.          |
| ------- | ----------------------------------------- | -------------------------------------- | ----- | ------------- |
| 2002    | Saxophone and Chapssaltteok               | Park Ja-nam                            | KBS2  |               |
| 2003    | Drama City "수영장에서 만난 그녀"         | Hee-jin                                | KBS2  | [ 32 ]        |
| 2003    | Do the Right Thing                        | Ryeo-won                               | SBS   |               |
| 2003    | Argon                                     | Kwon Soo-hyun                          | MBC   |               |
| 2004    | Father of the Sea                         | Joo-hong                               | MBC   |               |
| 2004    | Banjun Drama "Exclusive Love"             |                                        | SBS   |               |
| 2005    | Hello Franceska (seasons 1-2)             | Elizabeth                              | MBC   |               |
| 2005    | Banjun Drama "Get That Girl"              |                                        | SBS   |               |
| 2005    | Banjun Drama "To Go Bungee Jump"          |                                        | SBS   |               |
| 2005    | MBC Best Theater "Magic Power of Alcohol" |                                        | MBC   |               |
| 2005    | Mi adorable Sam Soon                      | Yoo Hee-jin                            | MBC   |               |
| 2005    | Autumn Shower                             | Park Yeon-seo                          | MBC   |               |
| 2006    | Which Star Are You From                   | Kim Bok-shil/ Lee Hye-soo/ Lee Hae-rim | MBC   |               |
| 2009    | Princess Jamyung                          | Princesa Ja Myung                      | SBS   |               |
| 2012    | History of a Salaryman                    | Baek Yeo-chi                           | SBS   |               |
| 2012    | The King of Dramas                        | Lee Go-eun                             | SBS   |               |
| 2013    | Medical Top Team                          | Seo Joo-young                          | MBC   |               |
| 2015    | Bubble Gum                                | Kim Haeng-ah                           | tvN   |               |
| 2017    | Witch at Court                            | Ma Yi-deum                             | KBS2  |               |
| 2018    | Wok of Love                               | Dan Se-woo                             | SBS   |               |
| 2019-20 | Diary of a Prosecutor                     | Cha Myung-joo                          | JTBC  |               |
| 2022    | Let’s Start the Defense                   | No Chak-hee                            |       |               |
| 2024    | El romance de medianoche en hagwon        | Seo Hye-jin                            | tvN   | [ 33 ] [ 34 ] |

### Películas
| Año  | Título                     | Rol                              |
| ---- | -------------------------- | -------------------------------- |
| 2002 | Emergency Act 19           | Chakra como ellas mismas (cameo) |
| 2005 | My Boyfriend Is Type B     | Bu-young                         |
| 2007 | Two Faces of My Girlfriend | A-ni/Ha-ni/Yu-ri                 |
| 2009 | Castaway on the Moon       | Kim Jung-yeon                    |
| 2011 | In Love and War            | Seol-hee                         |
| 2011 | Pained                     | Dong-hyun                        |
| 2012 | Never Ending Story         | Oh Song-kyung                    |

### Videos musicales
| Año  | Canción               | Artista   |
| ---- | --------------------- | --------- |
| 2008 | "One"                 | Epik High |
| 2010 | "As a Man"            | Gummy     |
| 2011 | "Can't Be Crazy"      | Alex Chu  |
| 2015 | "Lost in Perspective" | Nell      |

## Discografía
| Año  | Título         | Nota                                                       |
| ---- | -------------- | ---------------------------------------------------------- |
| 2012 | "Wedding Song" | Dúo con Uhm Tae-woong; canción para Never Ending Story OST |

## Libros
| Año  | Título               | Editora            | ISBN               |
| ---- | -------------------- | ------------------ | ------------------ |
| 2007 | Ryeowon's Sketchbook | Duranno Publishing | ISBN 9788953109209 |

## Premios y nominaciones
| Año  | Premio                                | Categoría                                     | Nominada Por                               | Resultado | Ref.   |
| ---- | ------------------------------------- | --------------------------------------------- | ------------------------------------------ | --------- | ------ |
| 2005 | MBC Entertainment Awards              | Excellence Award, Actress in a Variety Show   | Section TV                                 | Ganadora  | [ 36 ] |
| 2005 | MBC Drama Awards                      | Excellence Award, Actress                     | My Name Is Kim Sam-soon                    | Ganadora  | [ 37 ] |
| 2006 | MBC Drama Awards                      | PD Award                                      | Which Star Are You From?                   | Ganadora  | [ 38 ] |
| 2007 | 28th Blue Dragon Film Awards          | Best New Actress                              | Two Faces of My Girlfriend                 | Ganadora  | [ 39 ] |
| 2008 | 1st Style Icon Awards                 | Fashionista Award                             | N/A                                        | Ganadora  | [ 40 ] |
| 2008 | 44th Baeksang Arts Awards             | Best New Actress                              | Two Faces of My Girlfriend                 | Nominada  |        |
| 2008 | 4th Premiere Rising Star Asian Awards | Best New Actress                              | Two Faces of My Girlfriend                 | Ganadora  | [ 41 ] |
| 2009 | SBS Drama Awards                      | Excellence Award, Actress in a Serial Drama   | Princess Jamyung                           | Nominada  |        |
| 2012 | 48th Paeksang Arts Awards             | Best Actress                                  | Pained                                     | Nominada  | [ 42 ] |
| 2012 | 5th Korea Drama Awards                | Top Excellence Award, Actress                 | History of a Salaryman                     | Nominada  |        |
| 2012 | SBS Drama Awards                      | Top 10 Stars                                  | History of a Salaryman, The King of Dramas | Ganadora  | [ 43 ] |
| 2012 | SBS Drama Awards                      | Top Excellence Award, Actress in a Miniseries | History of a Salaryman, The King of Dramas | Ganadora  | [ 44 ] |
| 2013 | MBC Drama Awards                      | Top Excellence Award, Actress in a Miniseries | Medical Top Team                           | Nominada  |        |
| 2013 | 2nd KOPA & NIKON Press Photo Awards   | Most Photogenic Actress                       | N/A                                        | Ganadora  |        |
| 2017 | KBS Drama Award                       | Top Excellence Actress                        | Tribunal de brujas                         | Ganaron   | [ 45 ] |
| 2017 | KBS Drama Award                       | Mejor Pareja (junto a Yoon Hyun Min)          | Tribunal de brujas                         | Ganaron   |        |